# Sverigecupen i längdskidåkning
Sverigecupen i längdskidåkning är en serie längdskidåkningstävlingar. Den arrangeras runtom i Sverige om vintrarna.

### Fotnoter
1. ↑  ”Skrällfritt i Sverigecupen”. Längd. 13 december 2008. Arkiverad från originalet den 14 augusti 2014. https://web.archive.org/web/20140814200957/http://www.langd.se/skrallfritt-i-sverigecupen.4537049-86106.html. Läst 14 augusti 2014.